# Tirra, Räätti och Koukkukari
Tirra, Räätti och Koukkukari är delar av en en ö i Bottenviken och i kommunen Torneå i landskapet Lappland, i den norra delen av landet. Ön ligger omkring 100 kilometer sydväst om Rovaniemi och omkring 620 kilometer norr om Helsingfors.
Öns area är 10,5 hektar och dess största längd är 0,6 kilometer i sydöst-nordvästlig riktning.